# Starr Records

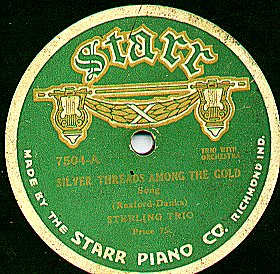
Sterling Trio – Silver Threads Among the Gold, 1910er-Jahre

Starr Records war ein US-amerikanisches Plattenlabel. Starr war das erste Label der Starr Piano Company und wurde 1919 durch Gennett Records abgelöst.

## Geschichte
Der Klavierfabrikant Starr Piano Company gründete ihr erstes Label Starr Records 1915 mit Sitz in Richmond, Indiana. Die ersten Produkte waren vertikal eingespielte Schallplatten, die aber nur in den Starr Stores verkauft wurden. Andere Händler nahmen die Platten zum einen nicht in ihr Sortiment auf, da der Name zu stark mit Starr Pianos verbandelt war oder sie Konflikte mit Herstellern anderer Klavierproduzenten fürchteten (Platten wurden damals nur in bestimmten Läden wie Möbelhäusern oder Musikläden verkauft).
1917 wurde daher die Produktion von vertikalen Schallplatten eingestellt. 1919 wurde Starr in den USA von dem neuen Label der Starr Piano Company abgelöst – Gennett Records. In Kanada wurden in der Folge die US-Gennett-Aufnahmen unter dem Namen Starr verlegt, vor allem Novelty, Jazz und Pop. Das Label wurde 1925 eingestellt.

## Künstler
- Frank Ferera
- Al Bernard
- Jack Kaufman
- Billy Murray